# 1826
1826 (MDCCCXXVI) var ett normalår som började en söndag i den gregorianska kalendern och ett normalår som började en fredag i den julianska kalendern.

## Händelser

### Januari
- 19 januari – Chile annekterar Chiloé.[1]
- 30 januari – Bron Menai Suspension Bridge, byggd av ingenjör Thomas Telford, öppnas mellan ön Anglesey och fastlandet i Wales.[2]

### April
- 27 april – Stadsbrand i Norrköping.[3]

### Maj
- 3 maj - Konung Karl XV av Sverige föds.
- 14 maj – En gränstvist, den så kallade Varangerfrågan, mellan Ryssland och Sverige–Norge om Finnmarken löses. Norges gräns mot Ryssland fastställs slutgiltigt.
- 18 maj – Peru erkänner Bolivia.[4]

### Juni

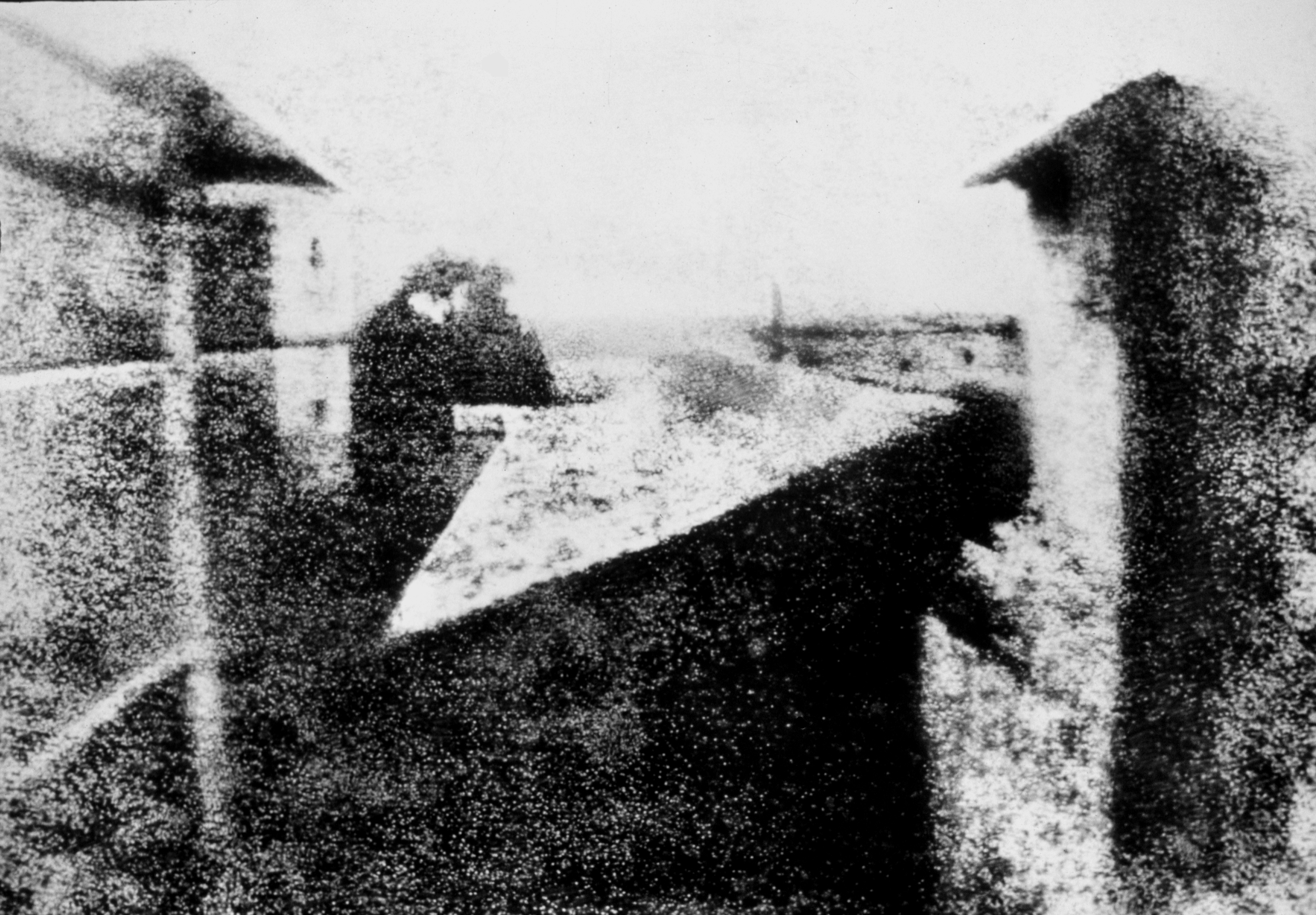
Joseph Nicéphore Niépces fotografi.

- Juni – Joseph Nicéphore Niépce lyckas framställa det första i dag bevarade fotografiet med en kamera. Det första fotografiet, som dock inte finns kvar i dag, togs redan under slutet av 1790-talet.

### Augusti
- 10 augusti – Den första Cowesveckan hålls vid Isle of Wight.[5]
- 18 augusti – Upptäcktsresanden Alexander Gordon Laing blir den förste europén som når Timbuktu.[6]

### September
- 1 september – Borås Weckoblad (senare Borås Nya Tidning och efter 1838 Borås Tidning) börjar utges.[7]

### Oktober
- 7 oktober – Det första tåget rullar på Granite Railway i Massachusetts, USA.[8][9]

### Okänt datum
- Vid provrökning i pipor utser en jury på sex män att tobaken Gefle Wapen är Sveriges bästa, före Ystads Panama.
- En falskmyntare i Karlskrona åker fast sedan han prånglat ut 2- och 3-riksdalersedlar.
- Svår missväxt råder i Sverige.
- Sveriges kronprins Oscar (I) blir storamiral.

## Födda

### Första kvartalet

#### Januari
- 7 januari – John Wodehouse, brittisk politiker.
- 19 januari
  - Johan Teodor Nordling, svensk orientalist, professor i semitiska språk vid Uppsala universitet.
  - Rudolf Wall, svensk tidningsman, grundare av Dagens Nyheter.

#### Februari
- 11 februari – Anders Bjurholm, svensk bryggeriägare.
- 25 februari – John B. Page, amerikansk republikansk politiker och affärsman, guvernör i Vermont 1867–1869.

#### Mars
- 7 mars – Julia von Hausmann, rysk psalmförfattare.
- 23 mars – Léon Minkus, österrikisk kompositör.

### Andra kvartalet

#### April
- 9 april – Francis B. Stockbridge, amerikansk republikansk politiker, senator 1887–1894.
- 25 april – John Long Routt, amerikansk republikansk politiker, guvernör i Colorado 1876–1879 och 1891–1893.
- 29 april – George Frisbie Hoar, amerikansk republikansk politiker, senator 1877–1904.
- 30 april – Karl Benedikt Mesterton, svensk läkare och akademisk lärare.

#### Maj
- 3 maj – Karl XV, kung av Sverige och Norge 1859–1872.
- 16 maj – Edwin B. Winans, amerikansk demokratisk politiker.
- 24 maj – Marie Goegg-Pouchoulin, schweizisk och internationell kvinnorättsaktivist.

#### Juni
- 5 juni – Ivar Hallström, svensk kompositör.
- 6 juni – Sixten Flach, svensk godsägare, kabinettskammarherre och riksdagspolitiker.
- 21 juni – Frederick Hamilton-Temple-Blackwood, brittisk politiker.
- 24 juni – Theodore Fitz Randolph, amerikansk demokratisk politiker och affärsman.

### Tredje kvartalet

#### Juli
- 4 juli
  - Angus Cameron, amerikansk republikansk politiker, senator 1875–1881 och 1881–1885.
  - Stephen Foster, amerikansk kompositör.

#### Augusti
- 2 augusti – John P. Stockton, amerikansk demokratisk politiker och diplomat, senator 1865–1866 och 1869–1875.
- 5 augusti – Andreas Aagesen, dansk rättslärd.

#### September
- 2 september – Jules Rémy, fransk upptäcktsresande.
- 4 september
  - Willard Warner, amerikansk republikansk politiker och general, senator 1868–1871.
  - Martin Wiberg, svensk mekaniker och uppfinnare.
- 26 september – Olof Nordenfeldt, svensk kammarherre, disponent och politiker.

### Fjärde kvartalet

#### Oktober
- 8 oktober – Matt Whitaker Ransom, amerikansk politiker, militär och diplomat, senator 1872–1895.
- 29 oktober – Giuseppe Zanardelli, italiensk politiker.

#### November
- 10 november – Oden Bowie, amerikansk demokratisk politiker och affärsman, guvernör i Maryland 1869–1872.
- 15 november – Olof Wikström, svensk riksdagsman.
- 16 november – John B. Henderson, amerikansk politiker och jurist, senator 1862–1869.
- 24 november – Carlo Collodi, italiensk journalist, författare och sagoberättare.

#### December
- 3 december – George B. McClellan, New Jerseys guvernör 1878-1881.
- 8 december – John Brown, brittisk betjänt.
- 15 december – Robert Waterman, amerikansk republikansk politiker.
- 28 december – James H. Slater, amerikansk demokratisk politiker, senator 1879–1885.

## Avlidna

### Första kvartalet

#### Januari
- 20 januari – Stanisław Staszic, 70, polsk filosof och författare.
- 28 januari – Gustaf von Paykull, 68, svensk författare och naturvetare.

#### Februari

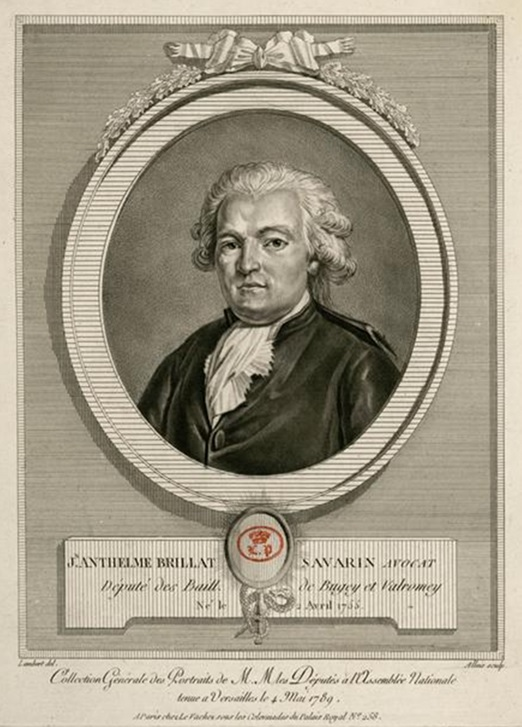
Den franske advokaten, kokboksförfattaren och politikern Jean Anthelme Brillat-Savarin avled den 2 februari, 70 år gammal.

- Den franske advokaten, kokboksförfattaren och politikern Jean Anthelme Brillat-Savarin avled den 2 februari, 70 år gammal.2 februari – Jean Anthelme Brillat-Savarin, 70, fransk advokat, kokboksförfattare och politiker.
- 26 februari – John Gaillard, 60, amerikansk politiker, senator 1804–1826.

#### Mars
- 18 mars – Alexander McNair, 50, amerikansk politiker, guvernör i Missouri 1821–1824.

### Andra kvartalet

#### April
- 3 april – Frantz Gotthard Howitz, 36, dansk läkare och filosof.
- 13 april – Franz Danzi, 62, tysk kompositör.

#### Maj
- 2 maj – Antoni Malczewski, 32, polsk poet.

#### Juni
- 7 juni – Joseph von Fraunhofer, 39, tysk instrumentmakare och astronom.
- 5 juni – Carl Maria von Weber, 39, tysk kompositör.

### Tredje kvartalet

#### Juli
- 4 juli
  - Thomas Jefferson, 83, amerikansk politiker, USA:s president 1801–1809 (död 12.30).
  - John Adams, 90, amerikansk politiker, USA:s president 1797–1801 (död 18.20).
- 22 juli – Giuseppe Piazzi, 80, italiensk astronom.

#### Augusti
- 13 augusti – René Laënnec, 45, fransk läkare, uppfinnare av stetoskopet.
- 19 augusti
  - Lars von Engeström, 74, svensk greve, diplomat och politiker samt kanslipresident maj–juni 1809 och utrikesstatsminister 1809–1824.
  - Joseph McIlvaine, 56, amerikansk politiker, senator sedan 1823.
- 26 augusti – Waller Taylor, amerikansk politiker, senator 1816–1825.

#### September
- 25 september – Fredrika Dorotea Vilhelmina av Baden, 45, drottning av Sverige 1797–1809, gift med Gustav IV Adolf.

### Fjärde kvartalet

#### Oktober
- 3 oktober
  - Jens Baggesen, 62, dansk författare.
  - Lorentz Kolmodin, 83, svensk byggmästare.
- 8 oktober – Friedrich Krupp, 39, tysk industrialist.

#### November
- 24 november – Clarke Abel, 37, brittisk botaniker och läkare.

#### December
- 31 december – William Gifford, 70, brittisk författare.

### Fotnoter
1. ↑  ”World Statesmen (läst 3 april 2011)”. http://www.worldstatesmen.org/Chile.html#Chiloe.
2. ↑  Rolt, L. T. C. (1958). Thomas Telford. London: Longmans, Green
3. ↑  ”Värmlands brandhistoriska klubb”. Arkiverad från originalet den 12 oktober 2011. https://www.webcitation.org/62NB7kO36?url=http://www.brandhistoriska.org/olyckor_se.html.
4. ↑  ”World Statesmen”. http://www.worldstatesmen.org/Bolivia.html.
5. ↑  ”Icons, a portrait of England 1820-1840”. Arkiverad från originalet den 12 mars 2006. https://web.archive.org/web/20060312235958/http://www.icons.org.uk/theicons/icons-timeline/1820-1840. Läst 12 september 2007.
6. ↑   Penguin Pocket On This Day. Penguin Reference Library. 2006. ISBN 0-141-02715-0
7. ↑  ”Borås Tidnings historia”. Borås Tidning. Arkiverad från originalet den 5 maj 2009. https://web.archive.org/web/20090505091528/http://www.bt.se/om_boras_tidning/boras_tidnings_historia/boras-tidnings-historia%28311660%29.gm. Läst 6 december 2009.
8. ↑  ”Granite Railway”. Britannica Online Encyclopedia. http://www.britannica.com/EBchecked/topic/241709/Granite-Railway. Läst 19 maj 2008.
9. ↑  ”The First Railroad in America”. Catskill Archive. Granite City B.P.O.E. - Quincy Lodge No. 943. 1924. http://catskillarchive.com/rrextra/abnegr1.Html. Läst 19 maj 2008.